# Servicebus
Servicebusser er en speciel type busruter, som er henvendt til de ældre borgere og forbinder beboelseskvarterer, plejeboliger, borgerservice, biblioteker, apoteker, hospitaler og jernbane- og metrostationer. Servicebusserne er i praksis åbne for alle kunder. I forhold til de almindelige buslinjer er ruteføringerne dog ofte noget snørklede, og ofte trafikeres sidegader hvor der ikke kører andre linjer.
Den typiske driftsperiode er mandag-fredag kl. 9-15 og lørdag kl. 10-14. Nogle servicebusser kører desuden om søndagen kl. 10-14. Tidspunkterne varierer linjerne imellem.
Servicebusserne betjener en lang række større byer og kommuner i Danmark, f.eks. Helsingør, Herning, Næstved og flere steder på Københavns vestegn. Også Københavns Kommune har haft servicebusser, men de blev nedlagt den 23. oktober 2011 efter kun få års drift, da passagertallene var for lave.
Konceptet med servicebusser opstod i 1980'erne i Sverige, hvor forskere på Lunds Universitet havde bemærket at mange ældre og gangbesværerede ikke benyttede de normale busser på grund af indretningen. Servicebusserne blev derfor lanceret som et produkt med busser med nem ind- og udstigning og med plads til kørestole og rollatorer, chauffører der hjalp med ind- og udstigning og rolig kørsel. De første danske servicebusser blev indført i 1990 med Høje-Taastrup Kommune som det første sted. Efterfølgende har udviklingen dog gjort, at mange almindelige busser nu er lavgulvsbusser eller lignende, der også har nem ind- og udstigning og plads til kørestole.